# Rezolucja Rady Bezpieczeństwa ONZ nr 293
Rezolucja Rady Bezpieczeństwa ONZ nr 293 została przyjęta jednomyślnie 26 maja 1971 r.
Rada potwierdziła swoje poprzednie rezolucje w kwestii cypryjskiej oraz przedłużyła mandat Sił Pokojowych ONZ na Cyprze na kolejne miesiące, do dnia 15 grudnia 1971 r.
Rada wezwała również wszystkie zaangażowane strony do dalszego działania z największą powściągliwością oraz pełną współpracę z siłami pokojowymi.